# Clytellus methocoides
Clytellus methocoides là một loài bọ cánh cứng trong họ Cerambycidae.